# Under Gottsunda
Under Gottsunda är en svensk dramafilm från 2014. Filmen är regisserad av Viktor Johansson.

## Handling
Filmen skildrar olika människor i stadsdelen Gottsunda i Uppsala.

## Medverkande
- Vanco Nakev
- Lovisa Justusson Lahti
- Nikol Nikolyan
- Meri Tairian
- Kerim Ashkar
- Ibrahim Farra
- Sergej Brändén
- Victoria Eriksson
- Matilda Steffner
- Patricia Ghavanini
- Parvaneh Ghavanini
- Mohammed Essa
- Sergio Markowski
- Fotsom Beyene
- Adam Thideström
- Ali Almaser
- Walter Linebäck
- Gustaf Silenstam
- Sebastian Gavran

## Om filmen
Filmen tar avstamp i skrivarprojektet Gottsunda Stories, där filmens regissör Johansson var en av lärarna. I projektet fick ungdomar bosatta i Gottsunda beskriva sin egen verklighet. Några av dessa berättelser mynnade ut i filmen Under Gottsunda. Filmen bygger också på Johanssons egen roman Den mörka sporten.
Filmen spelades in i Gottsunda och fotades och klipptes av Johansson. Musiken komponerades av Andean Runner. Filmen hade världspremiär den 6 juni 2014 på Doc Lounge i Göteborg. Filmen distribueras på DVD genom tidskriften FLM och hade biopremiär den 23 september.